# Gil Amelio
Pour les articles homonymes, voir Amelio.
Gil Amelio (Gilbert Frank Amelio), né le 1er mars 1943 à New York, est un chef d'entreprise américain. Il a notamment dirigé Apple de 1996 à 1997.

## Les débuts
Élevé à Miami, en Floride, il étudie au Georgia Institute of Technology d'Atlanta où il obtient un doctorat en physique. Après avoir travaillé aux Laboratoires Bell et chez le fabricant de circuits intégrés Fairchild Semiconductor, il rejoint la division semi-conducteurs de Rockwell International. Entre 1991 et 1996 Amelio devient une personnalité de premier plan en tant que PDG de National Semiconductor, il acquiert une réputation de réducteur de coûts et parvient à renouer avec les bénéfices.

## À la tête d'Apple
En novembre 1994, Gil Amelio est nommé au conseil d'administration d'Apple. Il quitte National Semiconductor au début de l'année 1996 pour succéder à Michael Spindler au poste de PDG d'Apple. Largement rémunéré, Amelio a pour mission de sortir l'entreprise de la crise qui la frappe sévèrement. À son arrivée il met en évidence une série de problèmes :

« un dangereux manque de liquidités ; la mauvaise qualité des produits ; les retards pris dans le développement d'un système d'exploitation de nouvelle génération ; une culture d'entreprise rendant Apple difficile à diriger ; un manque de ligne directrice claire dans les efforts de recherche, ainsi qu'une gamme de produits pléthorique. »

Pour y remédier, il licencie un tiers de l'effectif, arrête le projet de système d'exploitation Copland et met en place une nouvelle stratégie qui passe par le renouvellement, sinon l'abandon, de Mac OS.
C'est lui qui mène les négociations avec Be Inc. pour remplacer Copland par un nouveau système d'exploitation adapté de BeOS. Mais le PDG de Be, Jean-Louis Gassée, demande un prix jugé trop élevé pour sa technologie. En novembre 1996, Amelio entame des discussions avec Steve Jobs, à l'époque PDG de NeXT, et décide finalement de racheter sa société le 4 février 1997. Le système d'exploitation de NeXT servira de base pour le futur Mac OS X. Steve Jobs accepte alors de devenir conseiller du PDG d'Apple.
Devant l'étendue des pertes financières (1,5 milliard de dollars depuis la nomination d'Amelio) après une courte embellie, et alors que l'action Apple retombe à son plus bas niveau depuis onze ans, le conseil d'administration d'Apple se sépare de Gil Amelio en juillet 1997, à la demande de Steve Jobs. Steve Jobs devient alors directeur général par intérim, poste qu'il occupe jusqu'en 2000 avant de retirer « intérim » de son titre et de garder ses fonctions jusqu'à sa démission le 24 août 2011. Ce dernier s'est souvent moqué d'une déclaration de Gil Amelio qu'il n'a jamais manqué de citer afin de faire rire les auditoires : « Apple est comme un bateau avec un trou dans la coque qui prend l'eau et mon job est de garder le bateau pointé dans la bonne direction ».

## L'après-Apple
À partir de 1995 il siège au conseil d'administration de la compagnie de télécommunications Pacific Telesis Group, jusqu'au rachat de celle-ci par SBC Communications en 1997. Il occupe alors le poste d'administrateur de SBC, avant d'intégrer son conseil d'administration en 2001, puis celui de la nouvelle société AT&T Inc. à la suite de l'acquisition d'AT&T Corp par SBC.
Depuis 1998, Amelio participe à des opérations de capital risque avec différents partenaires. Il publie alors un livre intitulé On the Firing Line: My 500 Days at Apple. En février 2001, il est nommé PDG de Advanced Communications Technologies, qui développe des produits de communication sans fil.
Avec son ancienne collaboratrice Ellen Hancock et le cofondateur d'Apple Steve Wozniak, il a créé en 2006 la société Acquicor Technology, spécialisée dans les fusions et acquisitions dans le secteur des nouvelles technologies. Après le rachat du fondeur Jazz Semiconductor par Acquicor, la fusion entre les deux sociétés intervient en février 2007 et Acquicor est rebaptisée Jazz Technologies Inc.